# Kościół Chrystusa Pana w Kudowie-Zdroju
Kościół Chrystusa Pana – ewangelicko-augsburski kościół filialny należący do parafii Ewangelicko-Augsburskiej w Kłodzku. Świątynia znajduje się na Górze Parkowej.

## Historia
Świątynia została zbudowana w latach 1797–1798 w stylu eklektycznym. Poświęcono ją w 1798 roku. Do 1811 roku kościół należał do ewangelików reformowanych oraz nielicznych luteran. Następnie luteranie przejęli świątynię na własność. Wyposażenie kościoła pochodzi z lat późniejszych: eklektyczne organy wykonane przez firmę „Schlag und Söhne” ze Świdnicy (wykonane w 1874 i 1879 roku) oraz zamontowany w 1975 roku ołtarz w stylu rokokowym, znajdujący się dawniej w nieczynnej świątyni w Unisławiu Śląskim koło Wałbrzycha. W latach 1994–1995 Kościół został wyremontowany. Kilka lat temu świątynia została zdewastowana i splądrowana.